# Вантедж Тауншип (Нью-Джерсі)
Вантедж Тауншип (англ. Wantage Township) — селище (англ. township) в США, в окрузі Сассекс штату Нью-Джерсі. Населення — 10 811 особа (2020).

## Демографія
Згідно з переписом 2010 року, у селищі мешкало 11 358 осіб у 3910 домогосподарствах у складі 3116 родин. Було 4173 помешкання
Расовий склад населення:
| - 95,2 % — білих - 1,2 % — чорних або афроамериканців - 1,0 % — азіатів - 0,1 % — корінних американців |

До двох чи більше рас належало 1,5 %. Частка іспаномовних становила 5,2 % від усіх жителів.
За віковим діапазоном населення розподілялося таким чином: 25,0 % — особи молодші 18 років, 63,2 % — особи у віці 18—64 років, 11,8 % — особи у віці 65 років та старші. Медіана віку мешканця становила 41,2 року. На 100 осіб жіночої статі у селищі припадало 98,6 чоловіків;  на 100 жінок у віці від 18 років та старших — 96,7 чоловіків також старших 18 років.
Середній дохід на одне домашнє господарство  становив 103 167 доларів США (медіана — 87 300), а середній дохід на одну сім'ю — 112 765 доларів (медіана — 92 042). Медіана доходів становила 67 215 доларів для чоловіків та 45 070 доларів для жінок. За межею бідності перебувало 4,4 % осіб, у тому числі 6,3 % дітей у віці до 18 років та 2,4 % осіб у віці 65 років та старших.
Цивільне працевлаштоване населення становило 5973 особи. Основні галузі зайнятості: освіта, охорона здоров'я та соціальна допомога — 21,3 %, виробництво — 10,2 %, будівництво — 10,2 %.